# Trachelospermum inflatum
Trachelospermum inflatum là một loài thực vật có hoa trong họ La bố ma. Loài này được (Blume) Pierre ex Pichon miêu tả khoa học đầu tiên năm 1948.